# Avalon
Pour les articles homonymes, voir Avalon (homonymie).

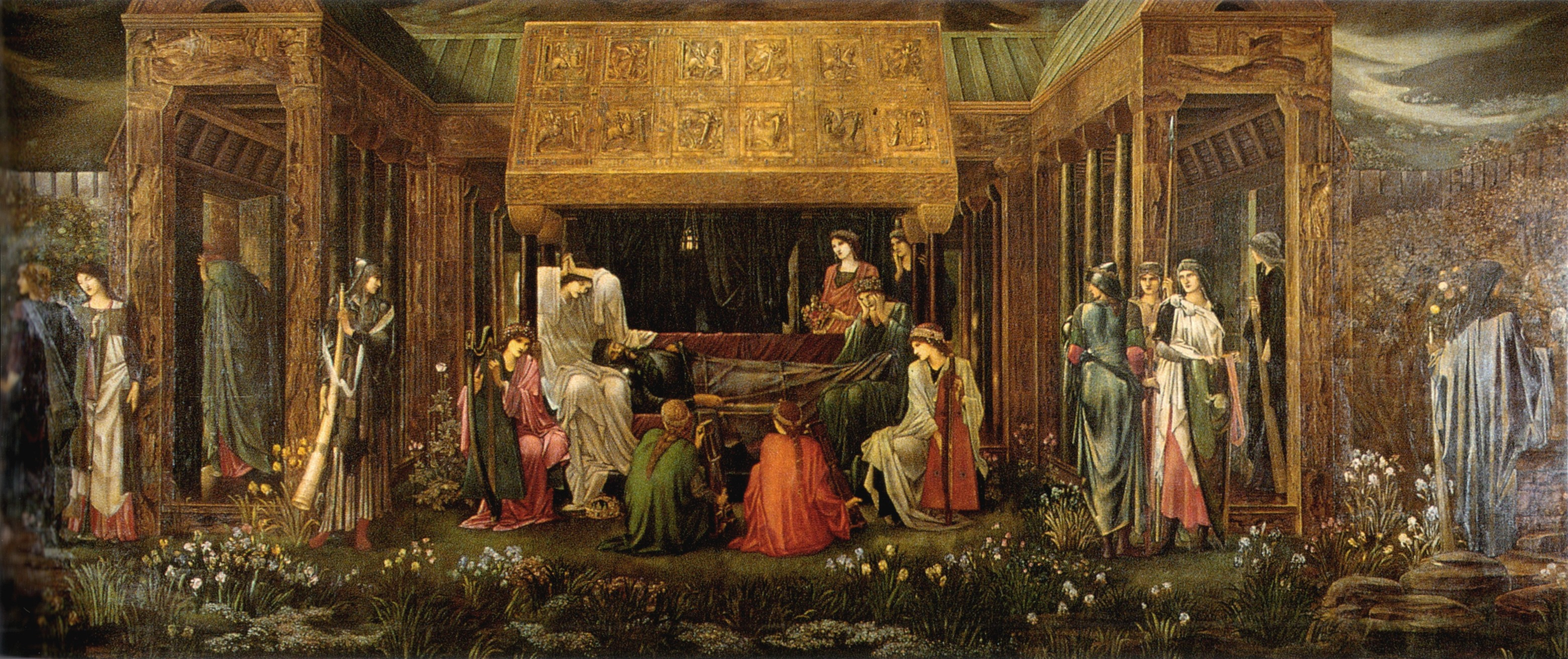
Le Sommeil d'Arthur à Avalon (1881-1898) par Edward Burne-Jones.

L'île d’Avalon ou d’Avallon est, dans la littérature arthurienne, le lieu où est emmené le roi Arthur après sa dernière bataille à Camlann.
C'est aussi, selon certaines sources, l'endroit où fut forgée l'épée d'Arthur, Excalibur. C'est enfin l'île où vivait supposément la fée Morgane.
Ce site légendaire a donné lieu à toutes sortes d'interprétations en littérature et dans le folklore.

## Les sources anciennes
La première mention de l'île d'Avalon apparaît sous la forme latine insula Avallonis dans l’Historia Regum Britanniae écrite entre 1135 et 1138 par Geoffroy de Monmouth. L'auteur nous dit qu'après la bataille de Camlann où Arthur fut mortellement blessé en combattant Mordred (fils du roi Arthur) le roi de Bretagne fut conduit sur cette île.
En 1155, le poète normand Wace offre une adaptation de l'Historia et reprend le motif consacré par Geoffroy de Monmouth :

« en Avalon se fist porter Por ses plaies mediciner »

Dans certains manuscrits de l’Historia comme dans les Brut, c'est aussi sur cette île que fut forgée l'épée Excalibur : « En l’île d’Avalon fut faite » (Ce qui peut aussi signifier qu'elle fut forgée à partir du minerai de l'île).
Entre-temps, en 1149, fut publiée la Vita Merlini, ou Vie de Merlin. Ce manuscrit est aussi attribué à Geoffroy de Monmouth bien que Merlin y prenne un caractère fort différent de celui que possédait le célèbre personnage lorsqu'introduit par Geoffroy dans l’Historia. Par contre, l'auteur de la Vita y décrit toujours l'île d'Avallon comme étant le lieu où fut conduit Arthur après la bataille de Camlann. Notons cependant que le nom Avallon n'y apparaît pas. L'auteur préférant parler de « l'île des pommiers, appelée île Fortunée, parce que ses campagnes pour être fertiles n'ont pas besoin d'être sillonnées par le soc du laboureur ; sans culture et tout naturellement, elle produit de fécondes moissons, des raisins et des pommes sur ses arbres non taillés ; au lieu d'herbes son sol est couvert de toutes sortes de récoltes. On y vit plus de cent ans ».
Ce nom d'île fortunée donné à Avalon est probablement emprunté à Isidore de Séville (VIe siècle) lorsqu'il décrit les îles Canaries, ou directement à Pomponius Mela (Ier siècle apr. J.-C.) lorsque ce dernier évoque « les îles Fortunées, où la terre produit sans culture des fruits sans cesse renaissants, et où les habitants, exempts d’inquiétude, coulent des jours plus heureux que dans les villes les plus florissantes ».
Dans la Vita Merlini, l'auteur décrit aussi les fameuses habitantes de l'île d'Avalon : « Neuf sœurs y soumettent à la loi du plaisir ceux qui vont de nos parages dans leur demeure ; la première excelle dans l'art de guérir et surpasse les autres en beauté ; Morgen, comme on l'appelle, enseigne ce que chaque plante a de vertus pour la guérison des maladies ; elle sait aussi changer de forme et, comme un nouveau Dédale, fendre l'air avec ses ailes et se transporter à Brest, à Chartres, à Paris, ou bien redescendre sur nos côtes. On dit qu'elle a enseigné les mathématiques à ses sœurs Moronœ, Mazœ, Gliten, Glitonea, Gliton, Tyronœ, Thiton et Tith[en], la célèbre musicienne. »
Ces neuf sœurs parmi lesquelles on reconnaît la célèbre Morgane sont là encore probablement les neuf prêtresses qui sont invoquées, par le même Pomponius Mela, dans sa description de l'île de Sein : « L'île de Sein, située dans la mer Britannique, en face du pays des Osismes, est renommée par un oracle gaulois, dont les prêtresses, vouées à la virginité perpétuelle, sont au nombre de neuf. Elles sont appelées Gallicènes, et on leur attribue le pouvoir singulier de déchaîner les vents et de soulever les mers, de se métamorphoser en tels animaux que bon leur semble, de guérir des maux partout ailleurs regardés comme incurables, de connaître et de prédire l'avenir, faveurs qu'elles n'accordent néanmoins qu'à ceux qui viennent tout exprès dans leur île pour les consulter. »
Il est à noter qu'entre 1138 et 1149, Geoffroy de Monmouth, s'était posé la question de la mort d'Arthur. Alors qu'il concluait dans l’Historia par : « Que son âme repose en paix ! », il écrit dix ans plus tard, dans la Vita Merlini : « Après la bataille de Camlan nous y avons conduit Arthur blessé, ayant pour pilote Barinthe qui connaissait la mer et les étoiles. À son arrivée le prince fut accueilli par Morgane avec l'honneur qu'il méritait ; elle le déposa dans sa chambre sur de riches tissus, découvrit la blessure d'une main délicate et l'examina attentivement : elle dit enfin qu'elle se chargeait de lui rendre la santé, s'il voulait rester avec elle le temps nécessaire et se soumettre au traitement. Pleins de joie nous lui avons confié le roi et nous avons profité du vent favorable pour notre retour. »
Geoffroy voulait donc désormais laisser planer le doute sur le retour d'Arthur.

## Étymologie
L'association d'Avalon, dont la consonance rappelle celle du mot Walhalla, avec la légende arthurienne est probablement une création de Geoffroy de Monmouth. Le nom même est sujet à caution. Aucune source armoricaine ancienne ne mentionne ce lieu et les auteurs des Brut gallois remplacent systématiquement insula Avallonis par ynys Auallach, ce qui montre que le nom Avalon n'était pas commun au Pays de Galles. Avallach est lui un nom d'homme très courant au Moyen Âge dans les généalogies galloises.
Les triades galloises nous disent bien qu'Arthur fut enterré dans une grande salle sur l’île d’Avallach : « Ac y myvn plas yn Ynys Auallach y cladvyt » (TYP n51) mais ces triades sont contenues dans des manuscrits tardifs (XVe siècle). L'île est juste nommée dans le ms.Pen.185 : « Ynys Afallach » (TYP n90). Avallach y est l'une des trois îles en perpétuelle harmonie. Les deux autres étant « Nyghaer Garadawc » (Caer Caradawg) et « Mangor » (Bangor). Cette triade est à superposer à une autre triade du ms.Pen.228 qui identifie Avalach/Avalon à l'île de Verre, elle-même identifiée à l'abbaye de Glastonbury : « Bangawr, a Chaer Gariadawc, ag Ynys Widrin » (TYP n90). On voit ici que les compilateurs de ces triades connaissaient à la fois les textes latins de Geoffroy de Monmouth et les développements que leur avaient donnés les moines de Glastonbury (voir plus bas).
Il reste cependant possible qu'il ait existé des traditions concernant une île des pommes comme métaphore de l'Autre Monde. Peut-être cette île des pommes s'appelait elle-même Avalon. Roger Sherman Loomis mentionne par exemple l'existence dès 1130 de l'expression « pour tôt l'or d'Avalon » employé dans un manuscrit continental.
La présence d'une ville de la Gaule nommée Avalon, chez les Burgondes, pourrait même valider cette hypothèse. Même si dans ce cas précis, et puisque l’Historia mentionne comme dernière bataille d'Arthur, avant Camlann, une bataille menée en Bourgogne dans le Val Suzon, entre Autun et Langres, il reste possible que le nom soit venu à l'esprit de Geoffroy de Monmouth par confusion avec le nom de cette ville de Bourgogne.
Dans tous les cas, que ce soit sous la forme Avalon, Avallon, Avallach ou Afallach, le nom est fondé sur la désignation de la pomme et du pommier. En effet, « pomme » se dit aval ou afal en brittonique (breton, gallois) et aballos en gaulois. Le terme anglais apple, l'allemand Apfel, le néerlandais appel, le luxembourgeois apel, le danois aebel, le suédois äppel, le finois ëppel, le norvégien eple et l'islandais epli participent de cette même étymologie. Même dans l'esprit de Geoffroy de Monmouth, le nom devait désigner un endroit remarquable par ses pommiers, puisqu'il l'identifie à l’insula pomorum (île des fruits). Notons que la ville d'Avallon (Yonne) doit probablement aussi se rattacher étymologiquement à la pomme et au pommier. Geoffrey Ashe (en), historien britannique, publia en avril 1981 un article dans la revue Speculum, dans lequel il fait le lien entre cette ville et l'île. Selon lui, Geoffroy de Monmouth a adopté une orthographe curieusement modifiée de "Avallach", qui aurait été influencée par le toponyme "Avallon".

## Localisation

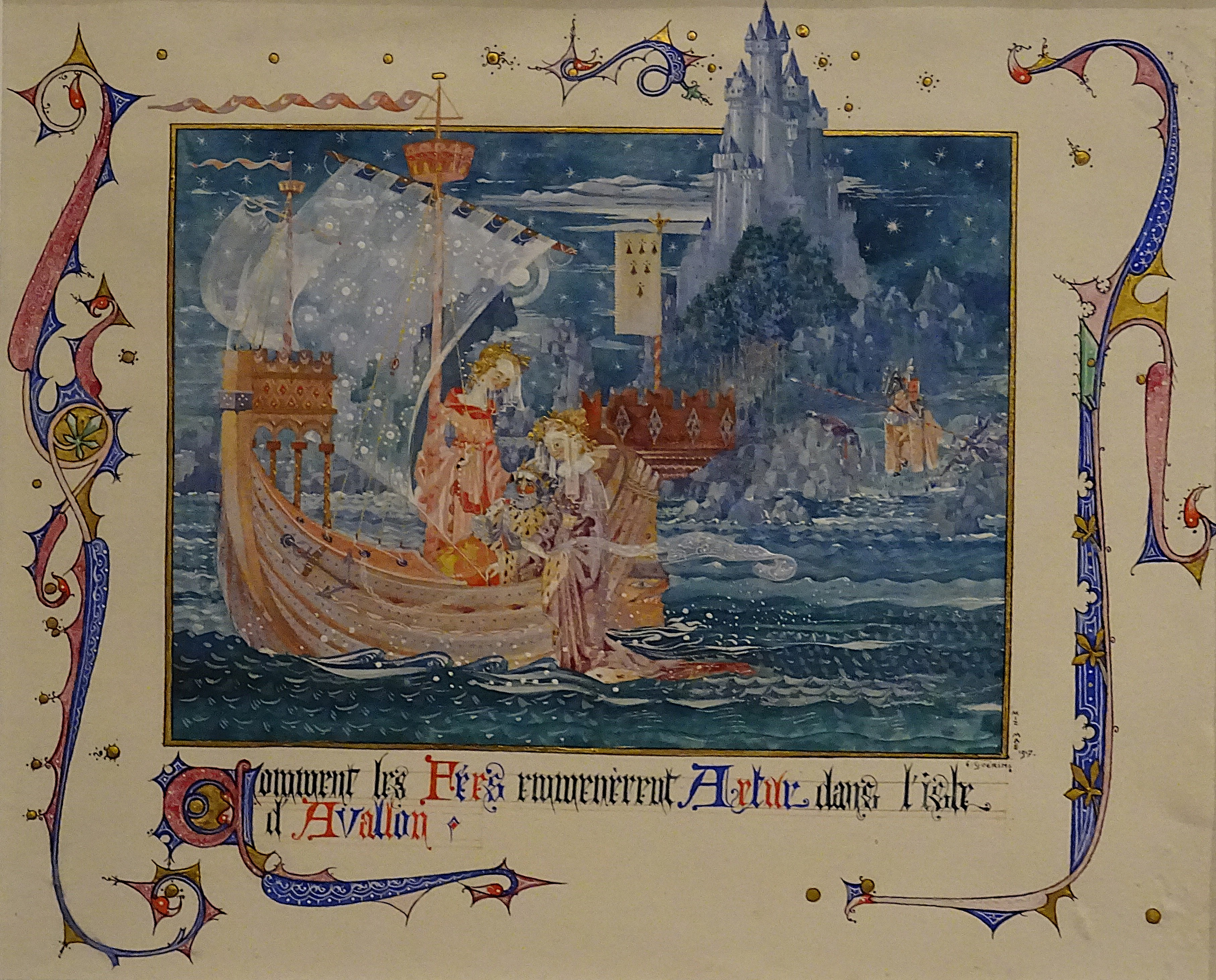
Ernest Guérin ː Comment les fées emmenèrent Artur dans l'isle d'Avallon, mai 1917.

L'île d'Avalon, comme toute l'histoire d'Arthur contée par Geoffroy de Monmouth, va connaître un certain succès dans la seconde moitié du XIIe siècle. Marie de France la décrit comme une île très belle, tout en précisant qu'elle ne la connaît pas puisqu'elle écrit : « … à ce que disent les Bretons ». Ce qui semble montrer qu'elle ne se visitait pas au XIIe siècle et qu'elle n'est déjà plus vue que comme une légende.
Dans Érec et Énide, Chrétien de Troyes la place dans l'actuelle Cornouaille continentale, puisque c'est là que se trouve le berceau des anthroponymes Gradlon et Guyomarc'h :
« Graislemiers de Fine Posterne
I amena conpeignons vint
Et Guigomars, ses frere, i vint
De l'Isle d'Avalon fu sire
De cestui avons oï dire
Qu'il fu amis Morgain, la fee
Et ce fu veritez provee. »
— Chrétien de Troyes, Érec et Énide

« Gradlon du bout du Monde
Y emmena ses compagnons
Ainsi que son frère Guyomarc'h
Qui était le seigneur d'Avallon
Et dont on dit
Qu'il était l'ami de la fée Morgane
Et cela est la vérité »
— Érec et Énide
La localisation d'Avalon à Glastonbury, dans le Somerset, à la fin du XIIe siècle est certainement liée au souhait des moines de cette abbaye de développer un pèlerinage et de se placer sous la protection du roi Richard Cœur de Lion en faisant vivre la renommée du désormais célèbre roi breton : initialement, la découverte (qui put paraître miraculeuse), juste l'année suivant l'accession au trône de Richard, d'une tombe ornée d'une croix sculptée, servit grandement cette démarche. Sur la croix en question était en effet gravée l'inscription :

« Hic jacet sepultus inclytus Rex Arthurus in insula Avalonia »

« Ci-gît enterré le glorieux roi Arthur dans l'île d'Avalon »

Le Haut Livre du Graal (première moitié du XIIIe siècle) semble vouloir s'appuyer sur la localisation d'Avalon à Glastonbury. Lancelot arrive en effet à « l’Ille d’Avalon » (HLG, p. 822) qui n’est pas une île mais une vallée encaissée faisant bien dix lieues de longueur. Là se trouve le tombeau de la reine Guenièvre et celui contenant la tête de Loholt, fils d’Arthur. Les restes de Loholt y avaient en effet été déposés après que ce dernier fut traîtreusement décapité par le sénéchal Keu : « fist il le chief de son fil porter en l’ille d’Avalon en une chapele qui estoit de Nostre Dame » (HLG, p. 710). Le tombeau d’Arthur est lui aussi déjà prêt à recevoir le noble corps.
L'auteur du Haut Livre du Graal affirme même que son texte est copié d'un manuscrit latin qui a été trouvé « en l’Isle d’Avalon en une sainte meson de religion qui siét au chief des Mares Aventurex, la oli rois Artuz e la roïne gisent » (HLG, p. 1052).
Chez Robert de Boron, alors qu'Arthur s’apprête à partir combattre Rion à Tarabel, la « dame de l’isle d’Avalon » (MerlinProseV1, p. 213) vient lui demander son aide. Elle est ceinte d’une épée dont elle ne peut se débarrasser. Seul le meilleur chevalier au monde pourrait l’enlever. C’est Balaain le Sauvage qui s'acquittera de cette mission. Dans le Roman de l’Histoire du Graal, Joseph d'Arimathie avait confié le Saint-Graal à son beau-frère Hebron qui lui-même l’avait confié à son fils Alain, ce dernier le transporta alors dans les Vaux d’Avaron : « Qu’ès vaus d'Avaron s’en ira. » Il est possible que le lieu où l'on conduit ainsi le Saint Graal soit l’île d’Avalon.
Les habitants de divers lieux ayant comme racine « aval » défendent la thèse de la présence du roi Arthur en dormition. C'est le cas de l'île d'Aval en Pleumeur-Bodou (Côtes-d'Armor), qui est en fait un îlot accessible à marée basse. Le roi y serait enterré sous un mégalithe.

## Interprétation mythologique
L'île d'Avalon peut donner lieu à diverses interprétations mythologiques qu'il faut néanmoins prendre avec précaution.
- Si l'on se réfère à la tradition mythologique celte et plus largement, indo-européenne, l'île d'Avalon fait figure d'une sorte de pays des morts, comme les Champs Élysées, ou à tout le moins d'un Autre Monde. Le séjour d'Arthur en son sein n'est en effet pas définitif, le monde attendant le retour du roi qui doit intervenir tôt ou tard. Elle n'a donc pas nécessairement d'emplacement correspondant au monde réel, encore que son entrée puisse se situer à un endroit connu.

De fait, Arthur y est conduit sur une barque par trois sœurs, et la référence aux pommes (aval dans les langues celtiques) dans le nom d'Avalon rappelle sa dimension d'immortalité, qui n'est une vie éternelle que par défaut : les blessures d'Arthur ne s'y soignent pas. 
- La tradition mythologique grecque donne des éléments parallèles avec la barque de Charon et les pommes d'or du jardin des Hespérides, qui se trouvent également au bout du monde dans un jardin, c'est-à-dire un lieu clos.

- Dans les légendes irlandaises, Avalon est appelée Emain Ablach.

## Dans les arts et la culture populaire

### Littérature
- « Arthur Avalon » est le nom de plume de sir John George Woodroffe (1865-1936).
- Dans le poème The statesman's holidays ([Quand ?]) de William Butler Yeats, le vers « Tall dames go walking in grass-green Avalon » apparaît trois fois.
- Dans Morgane la sirène (1898) de Charles Le Goffic, le roman situe Avalon à l'Île Aval à Pleumeur Bodou. Non loin de là, le château de Kerduel[13] aurait été la résidence du roi Arthur. Adapté en film avec Morgane la sirène (1928) de Léonce Perret.
- Dans Le Silmarillion de J. R. R. Tolkien, un port elfique se nomme « Avallónë ».
- Dans Les Fusils d'Avalon (1972) de Roger Zelazny, Avalon apparaît comme un pays mythologique où aurait régné Corwin d'Ambre, mais qui a disparu depuis.
- Dans les romans « Les Dames du lac » (1986) et « Les Brumes d'Avalon » (1987) du Cycle d'Avalon de Marion Zimmer Bradley.
- Dans La Quête d'Ewilan de Pierre Bottero (2003), le personnage principal rencontre un certain Merwyn Ril'Avalon, qui est en réalité Merlin.
- Dans Avalon High (2005) de Meg Cabot, adapté à l'écran en 2010 (voir section Cinéma).
- Dans Les 7 filles d'Avalon (2009) de Isa-Belle Granger.
- Dans La Fille d'Avalon (2010) de Marc Letellier, les personnages de la mythologie celtique et des légendes bretonnes sont rassemblées pour donner un nouvel éclairage sur le christianisme celtique.
- Dans le tome 50 Le Dragon de feu (2016) de la série La Cabane Magique de Mary Pope Osborne.
- Dans Avalon - Reliquaire premier : les Reines de Brocéliande (2017) d'Abel d'Halluin.

### Bande dessinée et manga
- Dans la série Thorgal de Jean Van Hamme, l'album « L'Île des mers gelées » (1980) présente une vision fortement inspirée du mythe d'Avalon.
- Dans Sonic the Hedgehog (Archie Comics), Avalon est la capitale des échidnés.
- Dans l'anime de JoJo's Bizarre Adventure, Avalon est le nom du thème musical du personnage de Kars, la forme de vie ultime.
- Dans l'anime Code Geass, Avalon est une forteresse volante.
- Dans l'anime Fate/stay night (2006), le nom Avalon est donné au fourreau d'Excalibur, celui-ci ayant pour propriété de guérir instantanément son porteur de toute blessure, même mortelle.
- Dans l'anime Gundam Build Divers (en), Avalon est le nom du groupe mené par le champion du GBN.
- Dans l'animé/manga Vinland Saga, Askeladd, un des protagonistes fait mention d'Avalon comme la terre de repos de son "illustre" ancêtre Celto-Romain, « Lucius Artorius Castus » qui semble faire écho au légende du roi Arthur
- Dans le roman graphique Avalon - Les Dames du Lac[14] (2021)  de Vincent Pompetti l'album retrace la légende du Roi Arthur à l'époque historique du Ve siècle au plus près des traditions orales celtes

### Cinéma
- Dans Avalon (1990) de Barry Levinson.
- Dans À la rencontre de Forrester (2000) de Gus Van Sant, le roman qui a rendu célèbre Forrester s'intitule Avalon Landing.
- Dans Avalon (2001) de Mamoru Oshii.
- Dans Renaissance (2006) de Christian Volckman, Avalon est une compagnie de recherche sur la santé, la beauté et la longévité.
- Dans Avalon High : Un amour légendaire (2010) de Stuart Gillard.
- Dans Avalon (en) (2011) d'Axel Petersen, Avalon est le nom d'un night-club, mais la scène finale peut s'interpréter comme une référence au voyage d'Arthur vers le pays des morts.
- Dans Passengers (2016) de Morten Tyldum, le vaisseau spatial dans lequel voyagent les personnages principaux s'appelle l'Avalon.

### Télévision
- Dans le téléfilm Les Brumes d'Avalon (2001) d'Uli Edel.
- Dans Princesse Starla et les Joyaux magiques, Avalon est le nom du royaume où évolue l'héroïne Starla.
- Dans la série Gargoyles, les anges de la nuit, Avalon est une île magique.
- Dans les deux premiers épisodes de la 9e saison de la série Stargate SG-1 (« Le trésor d'Avalon, partie 1 » et « partie 2 »), Avalon est au centre de l'intrigue.
- Dans la série BBC's Merlin
- Dans Avalon High : Un amour légendaire fait référence à la réincarnation du roi Arthur, des chevalier de la Table ronde et de Mordred.
- Dans la série Kaamelott (« Livre I »), la fée Morgane apparaît pour emmener Arthur, mortellement blessé, à Avalon.
- Dans la série Kamen Rider Saber, les épéistes pénètrent une dimension appelée Avalon après avoir déchiffré un livre caché. C'est ici que se trouvait le King Of Arthur Wonder Ride Book, ainsi que le personnage de Yuuri, qui s'y était scellé. D'ailleurs, Rekka, l'épée de Saber, qui était scellé, a pu être descellé après avoir pénétré Avalon.

### Musique
Groupes
- Avalon, le nom d'un quatuor vocal de musique chrétienne contemporaine.
- Avalon, un groupe de metal progressif allemand.
- Avalon Jazz Band, un groupe de jazz français expatrié dans l’État de New York.
- Avalon String Quartet, un quatuor en résidence à l'Université de l'Illinois (NIU) à Chicago

Titres

- Dans Avalon Hideaway, chanson issue de l'album Tejas (1976) du groupe ZZ Top.
- Dans Avalon, chanson issue de l'album homonyme (1982) de Roxy Music. Avalon est aussi repris comme titre de l'album solo Slave to love (2000) de l'ancien chanteur de Roxy Music, Bryan Ferry.
- The Shores of Avalon (Les Rivages d'Avalon)  Chanson interprétée par les seekers et la soliste Judith Durham , un classique de la Folk music à son apogée au début des années 70[15]
- Dans The Mist of Avalon (1991), chanson issue d'un album d'Alan Stivell.
- Dans Avalon, chanson issue de l'album Ágætis byrjun (1999) du groupe Sigur Rós.
- Dans Avalon, chanson issue de l'album Excalibur (1999) du groupe Grave Digger.
- Dans Troops of Avalon, chanson issue de l'album Hordes of the Brave (2005) du groupe de Dushan Petrossi.
- Dans Avalon, chanson issue de l'album In Every Waking Moment (2006) du groupe Lovebugs.
- Dans L’île d'Avalon (Isle of Avalon), chanson issue de l'album The Final Frontier (2010) du groupe Iron Maiden.
- Dans "Avalon", chanson issue de l'abum Oonagh (2014) de l'artiste Senta-Sofia Delliponti dite Oonagh.
- Dans Avalon, chanson issue de l'album The Dissent of Man (2010) du groupe Bad Religion.
- Dans La Fille d'Avalon (2015), comédie musicale pour chœurs d'enfants de Marc Letellier, dont l'histoire est basée sur le roman homonyme du même auteur.
- Dans Avalon, chanson issue du 5e album (2016) de Gwennyn.
- Dans Avalon, chanson issue de l'album Darkest Darks, Lightest Lights (2017) du groupe The White Buffalo.
- Dans Avalon (2018), chanson de Anna Graceman (en).

- Dans Avalon, chanson issue de l'album At your inconvenience de Professor Green.
- Dans Voyage to Avalon et Log In, chansons de Kenji Kawai pour le film Avalon.
- Dans Avalon, chanson issue de l'album Empire of the undead du groupe Gamma Ray.
- Dans AVALON, single de $uicideboy$ (2021).
- Dans Avalon, chanson issue de l'album Moodswings In To Order (2022) de DPR IAN.

Citations
- Dans The Battle of Evermore (1971), chanson du groupe Led Zeppelin.
- Dans Golden Promises (1980), chanson de l'artiste Peter Hammill.
- Dans A Past and Future Secret, chanson issue de l'album Imaginations from the Other Side (1995) du groupe Blind Guardian.
- Dans Dernier combat, chanson issue de l'album Fest noz de panam (2000) de Manau.
- Dans Malone, chanson issue de l'album Rouge sang (2006) de Renaud.
- Dans C'était déjà toi, chanson issue de l'album Lys & Love (2011) de Laurent Voulzy.
- Dans Wake up, chanson issue de la comédie musicale La légende roi Arthur (2015) produit par Dove Attia.

### Jeux vidéo
- Dans Tomb Raider Legend et de Tomb Raider: Underworld, Avalon est au centre de l'intrigue.
- Dans Les Secrets de la septième mer, Avalon est le nom d'une nation qui est l'équivalent de la Grande-Bretagne.
- Dans Fate/Stay Night, Avalon est le nom du fourreau de l'épée de Saber.
- Dans Guild Wars, un avant-poste se nomme Cavalon en référence à l'île du mythe arthurien.
- Dans Grand Theft Auto 2, Avalon est le quartier central de la première ville.
- Dans Soul Sacrifice, Avalon est l'organisation regroupant les sorciers.
- Dans Wizard101, Avalon est le nom d'un monde.
- Dans Dark Age of Camelot, Avalon est le nom d'une cité/zone de haut niveau.
- Dans Sonic et le Chevalier noir, « Lointain Avalon » est le nom du niveau de où le joueur affronte pour la deuxième fois le Roi Arthur. La musique du niveau se nomme Faraway Avalon.
- Dans Brave Frontier (en) version Europe, « NeoAvalon » est le nom d'un groupe d'unité ayant comme thème la littérature arthurienne.
- Dans Fate/Grand Order, « Avalon » désigne le lieu d'où Merlin vit et observe le monde et notamment le protagoniste, c'est aussi le nom d'un sort de Merlin se nommant « jardin d'Avalon ».
- Dans King of Avalon "Avalon" est au cœur du jeu et l'on retrouve les principaux personnages de l'histoire "Arthur, Merlin, Morgane..."
- Dans Ace Combat: The Belkan War, Avalon est le lieu où prennent place les deux dernières missions de la campagne « La Vallée des Rois » et « Zero », en tant que QG de l'organisation Mondes Sans Frontières.
- Dans Rangers of oblivion, un jeu mobile, Avalon est le nom d'une grande ville majeure médiévale.